# Церковь Святой Марии Магдалины (Сандрингем)
Церковь Святой Мари́и Магдали́ны в Сандрингеме (англ. St Mary Magdalene Church, Sandringham) — англиканская приходская церковь в Норфолке, Англия, находящаяся рядом с королевской резиденцией Сандрингемским дворцом. Церковь во время богослужений часто посещают члены британской королевской семьи, когда останавливаются в Сандрингеме, особенно на Рождество. Церковь названа в честь Марии Магдалины — последовательницы Иисуса Христа. С 2022 года настоятелем церкви является преподобный Пол Уильямс.

## История
Церковь включена в список памятников архитектуры Соединенного Королевства II класса. Церковь посвящена Марии Магдалине — ближайшей сподвижнице Иисуса Христа. Здание выстроено в стиле перпендикулярной готики. Нынешнее здание построено в XVI веке, но дважды реставрировалось во времена правления королевы Виктории (1837—1901): первый раз в  1855 году под руководством Сэмюэля Сандерса Теулона, второй в 1890 году сэром Артуром Бломфильдом. Здание считается выдающимся примером постройки из каррстоуна. Здание расположено в парках Сандрингемского дворца, из которого в церковь можно попасть через сосновую аллею. 
Большая часть декора и витражи церкви в восточном окне были спроектированы Чарльзом Имером Кемпе, которому король Эдуард VII также поручил в 1903 году создать витраж в Букингемском дворце, изображающий его старшего сына принца Альберта Виктора, герцога Кларенса, умершего в 1892 году. Серебряный алтарь церкви и запрестольный образ, изготовленные серебряных дел мастерами Баркентином и Краллом, были подарен королеве Александре владельцем американского универмага Родманом Уонамейкером в качестве дани уважения Эдуарду VII. Он также подарил королеве серебряную кафедру и серебряный испанский процессионный крест XVII века. Также следует отметить флорентийскую мраморную купель и греческую купель, датируемую IX веком.
Множество мемориалов членов королевской семьи и их родственников расположено в церкви. Принц Джон Великобританский (1905—1919), младший сын короля Георга V и королевы Марии, страдавший эпилепсией, похоронен на территории церковного кладбища рядом со своим дядей принцем Александром Джоном Уэльским (род. и ум. в 1871). «Теперь наши два дорогих Джонни лежат рядом друг с другом» — сообщала королева Александра (мать Александра Джона) королеве Марии. В январе 1936 года в Сандрингемском дворце умер король Георг V. В течение одной ночи гроб короля был выставлен в церкви. Караул несли служащие дворца. На следующее утро тело покойного короля доставили на железнодорожную станцию Вулфертон, откуда поезд перевёз гроб в Лондон для похорон. В траурной процессии от церкви к станции участвовали король Эдуард VIII и его братья. В феврале 1952 года в Сандрингеме умер король Георг VI. Его тело было выставлено в церкви на два дня, после чего перевезено для похорон в Вестминстерское аббатство.

## Королевские крестины
Несколько королевских крестин были проведены в стенах церкви, включая:
- Король Георг VI был крещён 10 февраля 1896 года;
- Принцесса Мария Великобританская, графиня Хэрвуд крещена 7 июня 1897 года;
- Король Норвегии Олаф V (внук короля Эдуарда VII) крещён 11 августа 1903 года;
- Принц Джон крещён 3 августа 1905 года;
- Диана, принцесса Уэльская крещена 30 августа 1961 года;
- Принцесса Евгения Йоркская крещена 23 декабря 1990 года;
- Принцесса Шарлотта Уэльская крещена 5 июля 2015 года.